# Samantha Riley
Samantha Linette Riley (ur. 13 listopada 1972 w Brisbane) – była australijska pływaczka, medalistka olimpijska i mistrzyni świata.

## Wyróżnienia
- 1994: Najlepsza Pływaczka Roku na Świecie
- 1997: Najlepsza Pływaczka Roku Azji i Oceanii